# NBA 2K20
 (novembre 2019).
Si vous disposez d'ouvrages ou d'articles de référence ou si vous connaissez des sites web de qualité traitant du thème abordé ici, merci de compléter l'article en donnant les références utiles à sa vérifiabilité et en les liant à la section « Notes et références ».
NBA 2K20 est un jeu vidéo de simulation de basket-ball développé par Visual Concepts et publié par 2K Sports, basé sur la National Basketball Association (NBA). Il s’agit du 21e épisode de la franchise NBA 2K et du successeur de NBA 2K19. Anthony Davis des Lakers de Los Angeles est l'athlète de couverture de l'édition régulière du jeu, tandis que Dwyane Wade est l'athlète de couverture de la Legend edition.
NBA 2K20 est sorti le 6 septembre 2019 sur Microsoft Windows, Nintendo Switch, PlayStation 4 et Xbox One. Le jeu sort également le 19 novembre 2019 sur Google Stadia.

## Développement et publication

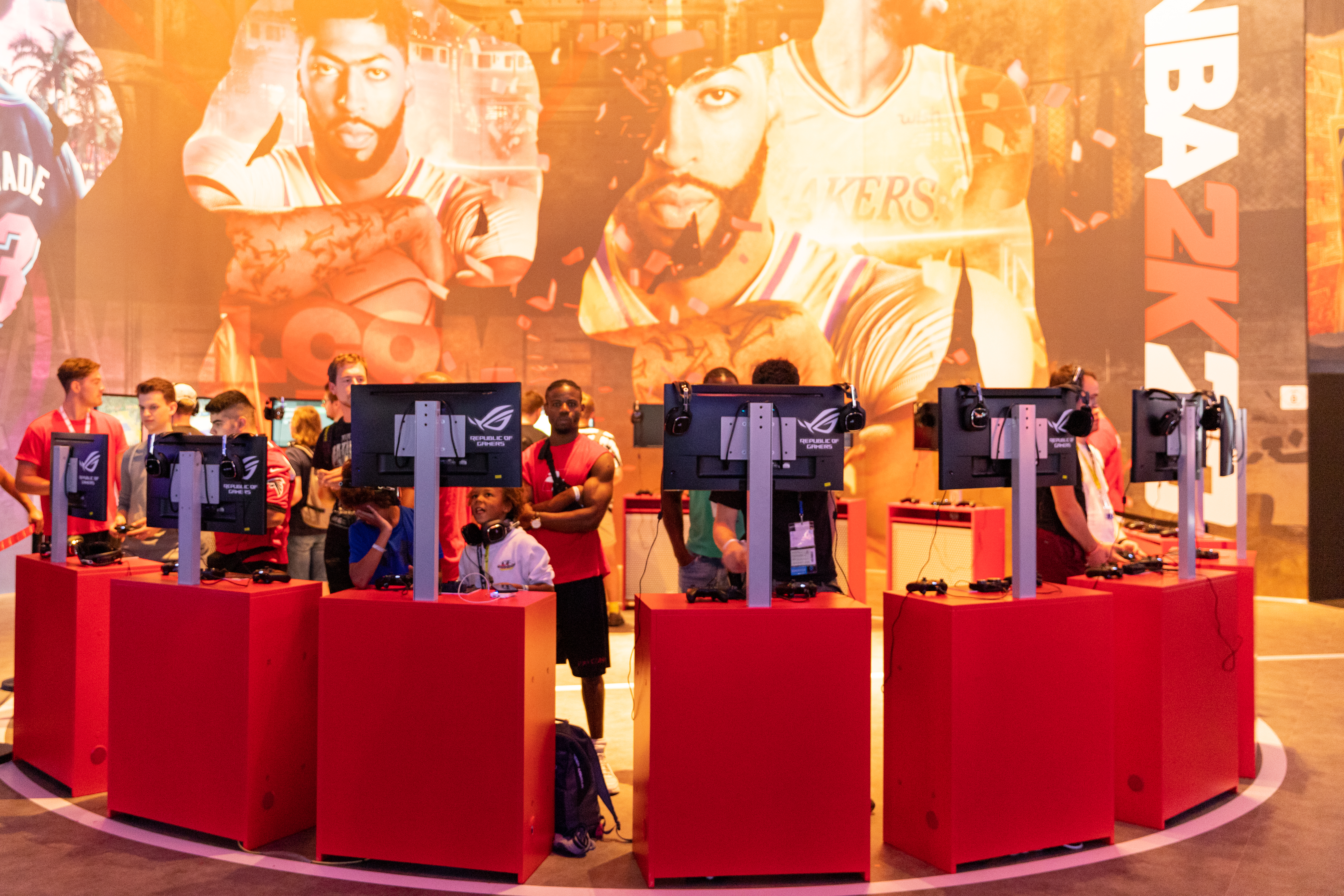
La présentation NBA 2K20 lors de la Gamescom 2019.

NBA 2K20 a été officiellement annoncé au printemps 2019 et sa date de sortie est fixée au 6 septembre 2019. Les couvertures ont été dévoilées le 1er juillet 2019, bien que les deux fuites aient eu lieu plus tôt. L'intérieur Anthony Davis est mis à l'honneur sur la couverture. Davis était l'un des trois joueurs sur la couverture de la NBA 2K16. Les trois versions du jeu proposent des bonus de précommande. Il est publié pour Microsoft Windows, Nintendo Switch, PlayStation 4 et Xbox One.
La Xbox One S et la Xbox One X recevront des ensembles d’édition spéciale, qui comprendront un téléchargement numérique de NBA 2K20. Une version limitée du jeu sera également publiée pour Android et IOS.

## Système de jeu
NBA 2K20 est un jeu de simulation de basket-ball qui, comme les jeux précédents de la série, s'efforce de représenter de manière réaliste la National Basketball Association (NBA), ainsi que de présenter des améliorations par rapport aux précédents. Le joueur joue principalement des matchs de NBA avec des joueurs et des équipes de la vie réelle ou personnalisés ; les jeux suivent les règles et les objectifs des jeux de la NBA. Plusieurs modes de jeu sont présents et de nombreux paramètres peuvent être personnalisés.
Outre les équipes et les joueurs de la saison en cours, les matchs précédents de la série ont rassemblé des équipes de la NBA d'époques antérieures, telles que les Bulls de Chicago de 1995 à 1996 et les Celtics de Boston de 1985 à 1986. NBA 2K20 ajoute six autres équipes de ce type.
Pour la toute première fois de la série NBA 2K, les douze équipes de la Women's National Basketball Association (WNBA) sont incluses. Il comprend Candace Parker ainsi que d’autres stars de la WNBA. 
MyCareer, un élément essentiel de la série, revient parmi les modes de jeu disponibles. MyCareer est un mode de carrière dans lequel le joueur crée son propre joueur de basket-ball personnalisable et joue tout au long de sa carrière. Le mode propose un scénario (avec la voix d'acteurs, dont Idris Elba) qui se joue pendant que le joueur joue dans des jeux aussi bien que dans des activités hors-terrain. Les outils de création ont été révisés.
Les modes de jeu MyGM et MyLeague qui reviennent dans le jeu et qui confient au joueur la gestion de toutes les opérations de basket-ball d'une équipe spécifique ont été mis en avant lors du développement. MyGM est davantage axé sur le réalisme, alors que MyLeague offre davantage d'options de personnalisation. Le mode MyGM tente d'introduire plus d'interactions de style cinématique que les jeux précédents pour tenter de donner au mode un scénario, ce qui est appelé My GM 2.0.
NBA 2K20, pour la huitième fois de la série, présente le mode MyTeam, un mode basé sur l’idée de construire l’équipe de basket-ball ultime et de maintenir une collection de cartes à collectionner virtuelles. Les joueurs s'assemblent et jouent avec leur équipe dans des compétitions de type tournoi de basket-ball contre des équipes de joueurs dans plusieurs formats différents. Les actifs d’une équipe sont acquis par divers moyens, notamment les paquets de cartes aléatoires et la maison de vente aux enchères. La monnaie virtuelle (VC) est largement utilisée dans le mode.

## Réception
| Score agrégé      | Score agrégé                                  |
| ----------------- | --------------------------------------------- |
| Métacritique      | (X One) : 80/100 (PS4) : 78/100 (PC) : 71/100 |
| Revoir les scores |                                               |
| Publication       | But                                           |
| Game Informer     | 8.5 / 10                                      |
| Révolution du jeu | 4.5 / 5                                       |
| IGN               | 7.8 / 10                                      |

### Pré-version
La bande-annonce officielle de NBA 2K20 en mode MyTeam, qui permet aux joueurs d'acheter du contenu avec de l'argent dans le monde réel, a reçu des critiques pour sa révélation de mini jeux style comme dans le monde réel jeu tels que le pachinko et les machines à sous, roulettes, jeux drop ball et l’ouverture de paquets de cartes aléatoires. Bien que certaines des mécaniques aient déjà été initiées à la série, les critiques ont estimé que leur présence dans une seule bande-annonce était « plus réaliste » et a souligné qu'ils étaient soulignés par rapport à la présentation de matchs de basket-ball. Certains ont également appelé la bande-annonce « tone-deaf », raison de sa sortie à une époque où les Loot box sont devenues très scrupuleusement contrôlées et réglementées par les instances dirigeantes. 2K a modifié NBA 2K19 pour se conformer aux nouvelles lois, alors que 2K affirmait à l’époque qu’ils ne considéraient pas les Loot box comme des jeux de hasard. Peu après, la bande-annonce a été retiré de YouTube par 2K. 
En réaction au tollé selon lequel de telles mécaniques étaient incluses dans un jeu classé à partir de trois ans, PEGI (Pan European Game Information) a déclaré que, le titre n’ayant pas encore été publié, seule sa bande-annonce pouvait être évaluée. Ils ont constaté que les mécanismes en vedette de type casino pour sélectionner des objets par hasard ne correspondaient pas aux critères d'une étiquette de jeu car le jeu « doit réellement enseigner ... et/ou inciter le joueur à vouloir jouer ou parier pour de l'argent en temps réel »[réf. nécessaire]. Cependant, PEGI a noté que « nous sommes très conscients que cela peut être trop gênant pour certaines personnes » et a ajouté qu'en raison de ces changements dans un secteur en évolution, « nous devons veiller à ce que ces critères soient pris en compte dans nos critères de classification ».

### Après la sortie
NBA 2K20 a reçu des critiques généralement favorables, selon l'agrégateur Metacritic. 
Dans son avis noté 7,8/10, IGN a écrit : « NBA 2K20 aurait été préférable de se concentrer sur ses modes complexes comme MyLeague et de réduire le nombre de microtransactions dans MyTeam. Malgré cela, le NBA 2K20 reste le meilleur de ce qu'il est. Il est peut-être temps de demander mieux ». GameRevolution a écrit 4,5 sur 5 au jeu, affirmant : « La sensation fantastique de la NBA 2K20 sur les courts et le fonctionnement de ses principaux modes tels qu’annoncés sont les éléments les plus importants. Certains ajouts secondaires pourraient faire défaut par rapport aux polonais vu dans le nouveau mode d’histoire cinématographique, mais ils servent toujours à étoffer le paquet ».
Le 19 octobre 2019, le rappeur et vidéaste Mister V annonce sur Twitter sa présence comme personnage jouable dans le jeu, le seul en France et en Europe. Il se corrige cependant par la suite en précisant qu'il y a eu une erreur de communication entre les branches françaises et américaines de 2K Games et que son personnage n'est jouable que dans son propre exemplaire du jeu, comme c'est le cas d'autres célébrités comme Lil Pump ou The Game. Il apparait cependant dans une mise à jour de la bande son du jeu. Les images qu'il poste révélant son personnage sont devenues un mème exprimant la déception et la susceptibilité.